# جيرالد جونز
جيرالد جونز (بالإنجليزية: Gerald Jones)‏ هو سياسي بريطاني وبريطاني، ولد في 21 أغسطس 1970 في المملكة المتحدة. حزبياً، نشط في حزب العمال. في الانتخابات العامة في المملكة المتحدة 2015، انتخب عضو برلمان المملكة المتحدة الـ56 عن دائرة ميرذير فيدفيل ورايمني وقد انضم خلال فترته النيابية ‏ (8 مايو 2015 – 3 مايو 2017) للكتلة البرلمانية حزب العمال وفي الانتخابات التشريعية البريطانية 2017، انتخب عضو برلمان المملكة المتحدة الـ57 عن دائرة ميرذير فيدفيل ورايمني وقد انضم خلال فترته النيابية ‏ (8 يونيو 2017 – ) للكتلة البرلمانية حزب العمال.